# Крапивенское сельское поселение (Смоленская область)
Крапивенское сельское поселение — упразднённое муниципальное образование в составе Рославльского района Смоленской области России.
Административный центр — деревня Крапивна.
Образовано Законом Смоленской области от 28 декабря 2004 года. Упразднено Законом Смоленской области от 20 декабря 2018 года с включением к 1 января 2019 года всех входивших в его состав населённых пунктов в Сырокоренское сельское поселение.

## Географические данные
- Общая площадь: 101,27 км²
- Расположение:  северо-восточная часть Рославльского района
- Граничит:
  - на востоке — с  Калужской областью
  - на юго-западе — с  Сырокоренским сельским поселением
  - на северо-западе — с  Сырокоренским сельским поселением
  - на севере — с  Ельнинским районом
- Крупные реки: Большая Присмара, Шуица.
- По территории поселения проходит автомобильная дорога А101 Москва — Варшава («Старая Польская» или «Варшавка»).

## Население
На территории поселения находилось 30 населённых пунктов.
- Крапивна, деревня
- Амшарово, деревня
- Буйково, деревня
- Воронцово, деревня
- Гуряты, деревня
- Даниловичи, деревня
- Дмитровка, деревня
- Зайцовка, деревня
- Котыревка, деревня
- Коханы, деревня
- Кривая, деревня
- Крутой Холм, деревня
- Деревня Лесничества, деревня
- Деревня Леспромхоза, деревня
- Липовка, деревня
- Мамкино, деревня
- Морозово, деревня
- Мужиково, деревня
- Новая Берёзовка, деревня
- Новые Коханы, деревня
- Орловка, деревня
- Поняты, деревня
- Прилепы, деревня
- Разбегаевка, деревня
- Сергеевка, деревня
- Старая Берёзовка, деревня
- Стрябцы, деревня
- Хачевка, деревня
- Хутор Покровский, деревня
- Шуи, деревня

## Экономика
Сельхозпредприятия, магазины.